# Vacancy Control
Vacancy Control（バカンシー・コントロール）は、日本のスリーピース・ガールズバンド。
元「SDN48」だったAKANE（福田朱子)・木本夕貴、元「アイドリング!!!」フォンチーの3名によって結成。通称『バカコン』。

## 概要

### 背景
2014年、元SDN48だった木本夕貴が、当時同じ芸能事務所「ソニー・ミュージックアーティスツ」に所属していたフォンチー（元アイドリング!!!）と、SDN48の同僚だったAKANE（福田朱子）に声を掛けて意気投合し、同年5月に発足したのが始まり。
楽器演奏では素人だった木本(リズムギター）とフォンチー(ドラムス）は、AKANEの紹介する講師達に師事し、僅か3ヵ月余りの特訓でライブ活動を敢行。同12月末の旗揚げイベント以降から、ライブハウスを中心としたガールズ音楽イベントなど、多くの対バンに参加を開始した。2016年初頭には初のワンマンライブを開催しシングルをリリースするなど、創作も含めた精力的な活動を展開する。

### バンド名の由来
バンド名は、メンバー AKANE（朱子）の「あ」・Kiiboo（木本）の「き」・Chi（フォンチーの愛称）の「ち」の頭文字を組み合わせた『あきち（空き地）』を"Vacancy（バカンシー）"に英訳し、それに"Control（コントロール）"を足した造語。通称『バカコン』。「皆さんの心の空き地をコントロールして、私達の曲で埋めて欲しい。何かを伝えて感じて欲しい」という意味を込めたと説明している。
秘話
本来「vacancy」の発音は【véɪk(ə)nsi】ベイケ（カ）ンシーだが、メンバーは「バカンシー」だと解釈して命名してしまった。気付いた頃には時すでに遅く、後に発売されたバンドのオフィシャルタオルに「誰になんと言われようとバカンシーコントロールです。」と、開き直ったような台詞がプリントされているのは、これに由来する。

### 音楽スタイル
オフィシャルSNSでは、"エンターテイメントコミックバンド"だと紹介している。カバー曲を披露する場合もあるが、バンドのオリジナル楽曲は、キーボードを主体としたJ-POPをスタイルとしている。Kiiboo（木本夕貴）の作詞をベースに、AKANE（福田朱子）がプロデュースを担当。ライブでは、芸能タレントの経験を活かしたトークも展開している。

### 活動休止
2017年2月に活動休止を公表。メンバー各々は個人活動を優先しており、想像以上にスケジュール調整が厳しい事情があった。翌3月の主催イベントをもって発展的解消を遂げる。

## メンバー
| メンバー名      | 担当楽器                  | 生年月日               | 出身地   | 身長  | 備考                                  |
| --------------- | ------------------------- | ---------------------- | -------- | ----- | ------------------------------------- |
| AKANE あかね    | キーボード/メインボーカル | 1989年11月16日（35歳） | 東京都   | 153cm | 別名・福田朱子 CHICK GIRLS 元SDN48    |
| Kiiboo きーぼう | リズムギター/ボーカル     | 1986年9月9日（38歳）   | 愛知県   | 160cm | 別名・木本夕貴 元SDN48                |
| Chi チー        | ドラムス/ボーカル         | 1990年12月16日（34歳） | 神奈川県 | 163cm | 別名・フォンチー 元アイドリング!!!8号 |

## 活動歴
2014年
5月、AKANE（福田朱子)・木本夕貴・フォンチーの元アイドルだった3名によるガールズバンドが発足。
12月、バンド名「Vacancy Control」として、プレイベント『空き地で忘年会しません?』で旗揚げ。
2015年
2月、対バンイベント『POP'N ROLL THE NIGHT』に参加し、ライブ活動を開始。
7月、主催イベント『空き地で息抜きしません?』を開催。
6月、日越交流イベント『ベトナムフェスティバル2015』(東京・代々木公園)に出演し、初の野外フェスに参加。
10月、日越交流イベント『ベトナムフェスティバル2015 in 東北』に「AKANE & FONCHI from Vacancy Control」として出演し、初の地方遠征。
12月、初のフルメンバーによる地方遠征、東名阪ツアーを実施。結成一周年記念イベントを開催。
2016年
2月、初のワンマンライブ『空き地でワンマンさせてもらえませんか?』を開催し、1stシングル「Vacancy Control」をリリース。フォンチーの元同僚 Booing!!!(橘ゆりか・倉田瑠夏)と対バンライブ。
3月、冠番組『バカコンってナニィ?』を開始。
4月、ラジオ番組『AKANE & フォンチーのChu♡Chu♡Chu's day♡』を開始。主催イベント『息抜き会vol.3 〜バカコン中学〜』を開催。
5月、音楽イベント『ASIA MUSIC FESTIVAL 2016』に出演。
8月、主催イベント『息抜き会vol.4 〜バカコン中学〜vol.2』を開催。
10月、初の2マン形式で、AKANE・木本の元同僚 光上せあらと対バンライブ。
12月、2ndワンマンライブを開催し、2ndシングル「Vacancy Control〜しお〜」をリリース。
2017年
2月、翌月の主催イベントをもっての活動休止を公表。
3月、最終イベントを開催。これを最後に活動を休止。

## ディスコグラフィ
1stシングル「Vacancy Control」(2016年2月7日、自主制作)
| - 〜ばか〜盤 1. ××の世界 2. ステロイド 3. Re:☆t | - 〜こん〜盤 1. ××の世界 2. Re:☆t 3. ロンリーロンリーロンリー |

2ndシングル「Vacancy Control〜しお〜」(2016年12月18日、自主制作)
1. アイドルがアイスクリームの歌を歌ってるので、塩の歌を歌ってみた
2. The Vacacon
3. ウェルカム日常

CD未収録オリジナル曲
- スターラウンジ (初オリジナル曲)
- モロッカンオイル
- キスして青春
- カラオケ（AKANE）
- ウォイウォイ
- shampoo
- U・KE・TO・TTE
- Small World (フォンチー)

### 配信テレビ・アプリ
- バカコンってナニィ?（2016年3月 - 2017年2月、SHOWROOM）

### ラジオ
- FAN×FUN Tuesday『AKANE & フォンチーのChu♡Chu♡Chu's day♡』（2016年4月 - 2017年3月、レインボータウンFM）

### ライブ・イベント
主催イベント・ライブ
- 旗揚げイベント『空き地で忘年会しません?』(2014年12月27日、渋谷gee-ge)
- イベント『空き地で息抜きしません? 〜ボーリングの日〜』(2015年7月10日、笹塚ボール)
- 結成一周年記念イベント ミニライブ (2015年12月27日、秋葉原ライブスペース101)
- 1stワンマンLIVE『空き地でワンマンさせてもらえませんか?』(2016年2月7日、渋谷スターラウンジ)
- イベント『息抜き会vol.3 〜バカコン中学〜』(2016年4月9日、BUSHITSUシモキタザワ)
- イベント『息抜き会vol.4 〜バカコン中学〜vol.2』(2016年8月11日、BUSHITSUシモキタザワ)
- 2ndワンマンLIVE『空き地でワンマンさせてもらえませんか?(2回目)』(2016年12月18日、新宿MARZ)
- 最終イベント『空き地でお昼寝準備会しません?』(2017年3月12日、渋谷 道玄坂カフェ)

客演・対バンライブ